# Jazz-Nekrolog 2010

Manfred Schulze
(* 17. August 1934; † 25. Juli 2010)

Nekrolog
◄◄
| ◄
| 2006
| 2007
| 2008
| 2009
| 2010 | 2011 | 2012 | 2013 | 2014 | ► | ►►
Weitere Ereignisse | Allgemeiner Nekrolog 2010
Die Beschreibung der verstorbenen Person sollte so kurz wie möglich gehalten sein und nur deren signifikante Tätigkeit(en) enthalten.
Neue Namen ggf. auch unter dem Geburts- und Sterbedatum, also etwa unter 1. Januar und im Geburts- und Sterbejahr (2024) eintragen (nur bei entsprechender großer Wichtigkeit). Für Beispiele siehe die schon vorhandenen Artikel.
Außerdem über die fünf zuletzt Verstorbenen, zu denen es einen ausreichend guten Artikel für eine Präsentation auf der Hauptseite gibt, nach der todesbedingten Überarbeitung der Artikel ggf. auch unter Wikipedia Diskussion:Hauptseite informieren und sie am besten auch in den anderen Wikipedia-Sprachversionen eintragen. Tipp: Regelmäßig bei news.google.de nach „ist tot“, „gestorben“ oder „verstorben“ suchen.
Wenn eine Person gestorben ist, gibt es viele Seiten zu dieser Person in der Wikipedia, die davon auch betroffen sind und entsprechend aktualisiert werden müssen. Beispiele: Namenübersichtsseite, Geburtsjahr, Geburtsort-Seiten und viele mehr.
Wie finde ich die betroffenen Seiten?
Im Suchfeld auf der linken Seite gibt man den Suchbegriff so ein: „Vorname Nachname“. Dann klickt man auf Volltext und alle Seiten mit entsprechendem Suchtext werden aufgerufen. Hier sieht man dann schnell, wo auch das Todesjahr Sinn macht oder sogar ein Teil des Artikels angepasst werden muss. Auch hilft das „Werkzeug“ auf der linken Seite sehr gut, um solche Seiten aufzufinden: „Links auf diese Seite“. Somit ist die Wikipedia wieder aktuell in allen Bereichen! Hinweis: bei Eintragung der Kategorie „Gestorben JAHR“ wird der Missbrauchsfilter 49 ausgelöst, was jedoch nicht schlimm ist. Siehe: Spezial:Missbrauchsfilter/49

## Januar
| Tag        | Name                 | Herkunft/Beruf                                                | Alter | Beleg |
| ---------- | -------------------- | ------------------------------------------------------------- | ----- | ----- |
| 31. Januar | John Norris          | kanadischer Verleger (CODA) und Produzent (Sackville Records) | 75    |       |
| 25. Januar | Jane Jarvis          | US-amerikanische Pianistin und Organistin                     | 94    |       |
| 25. Januar | David Via            | US-amerikanischer Schlagzeuger und Musikpädagoge              | 59    |       |
| 22. Januar | Surendran Reddy      | südafrikanischer Pianist und Komponist                        | 47    |       |
| 19. Januar | Ian Christie         | britischer Klarinettist                                       | 82    |       |
| 19. Januar | Lumark „Mark“ Gulley | US-amerikanischer Schlagzeuger                                | 39    |       |
| 17. Januar | Maki Asakawa         | japanische Sängerin                                           | 67    |       |
| 17. Januar | Bruno De Filippi     | italienischer Gitarrist, Harmonikaspieler und Komponist       | 79    |       |
| 16. Januar | Jimmy Wyble          | US-amerikanischer Gitarrist                                   | 87    |       |
| 14. Januar | Bela Kamocsa         | rumänischer Gitarrist                                         | 65    |       |
| 13. Januar | Gösta Rundqvist      | schwedischer Pianist und Organist                             | 64    |       |
| 13. Januar | Ed Thigpen           | US-amerikanischer Schlagzeuger                                | 79    |       |
| 13. Januar | Bob Thompson         | US-amerikanischer Schlagzeuger und Bandleader                 | 83    |       |
| 11. Januar | Georgi Garanian      | armenischer Saxophonist, Orchesterleiter und Komponist        | 75    |       |
| 11. Januar | Dennis Stock         | US-amerikanischer Fotograf                                    | 81    |       |
| 10. Januar | Dick Johnson         | US-amerikanischer Saxophonist                                 | 84    |       |
| 6. Januar  | Gigi Campi           | italienischer Jazzimpresario                                  | 81    |       |
| 5. Januar  | Willie Mitchell      | US-amerikanischer Trompeter und Produzent                     | 81    |       |
| 3. Januar  | Joyce Collins        | US-amerikanische Pianistin, Sängerin und Musikpädagogin       | 79    |       |
| 2. Januar  | Brenton Banks        | US-amerikanischer Pianist und Violinist                       | ?     |       |
| 1. Januar  | Lhasa de Sela        | US-amerikanisch-mexikanische Sängerin                         | 37    |       |

## Februar
| Tag         | Name                | Herkunft/Beruf                                               | Alter | Beleg |
| ----------- | ------------------- | ------------------------------------------------------------ | ----- | ----- |
| 28. Februar | Ray Smith           | US-amerikanischer Schlagzeuger und Hörfunkmoderator          | 87    |       |
| 26. Februar | Nujabes             | japanischer Hip-Hop und Jazz-DJ und Produzent                | 36    |       |
| 24. Februar | Nevil Skrimshire    | britischer Gitarrist, Banjospieler und Autor                 | ≈86   |       |
| 22. Februar | Dan Kleiman         | US-amerikanischer Produzent, Arrangeur und Keyboarder        | 55    |       |
| 19. Februar | Ernest „Doc“ Watson | US-amerikanischer Saxophonist                                | 77    |       |
| 18. Februar | Gloria Coleman      | US-amerikanische Organistin                                  | ≈65   |       |
| 15. Februar | Art Van Damme       | US-amerikanischer Akkordeonist                               | 89    |       |
| 13. Februar | Jamil Nasser        | US-amerikanischer Bassist                                    | 77    |       |
| 13. Februar | Tom Saunders        | US-amerikanischer Kornettist und Sänger                      | 71    |       |
| 12. Februar | Jake Hanna          | US-amerikanischer Schlagzeuger                               | 78    |       |
| 9. Februar  | Marek Bychawski     | polnischer Trompeter und Komponist                           | 56    |       |
| 6. Februar  | Kent Brinkley       | US-amerikanischer Bassist                                    | 60    |       |
| 6. Februar  | John Dankworth      | britischer Saxophonist, Bigband-Leader und Komponist         | 82    |       |
| 7. Februar  | Karl De Karske      | US-amerikanischer Posaunist                                  | 94    |       |
| 6. Februar  | Roger Guérin        | französischer Trompeter und Sänger                           | 84    |       |
| 3. Februar  | Kurt P. Ardrey      | US-amerikanischer Musiker, Schauspieler und Dichter          | 69    |       |
| 3. Februar  | María Toledo        | brasilianische Bossa-Nova- und Jazzsängerin und -komponistin | 72    |       |

## März
| Tag      | Name                     | Herkunft/Beruf                                                      | Alter | Beleg |
| -------- | ------------------------ | ------------------------------------------------------------------- | ----- | ----- |
| 30. März | Nicola Arigliano         | italienischer Sänger                                                | 86    |       |
| 30. März | John Bunch               | US-amerikanischer Pianist                                           | 88    |       |
| 30. März | Jeff Tillman             | US-amerikanischer Gitarrist                                         | 62    |       |
| 28. März | Herb Ellis               | US-amerikanischer Gitarrist                                         | 88    |       |
| 27. März | Peter Herbolzheimer      | deutscher Posaunist, Arrangeur und Bandleader                       | 74    |       |
| 24. März | Jim Marshall             | US-amerikanischer Fotograf                                          | 74    |       |
| 23. März | Eugene Amaro             | kanadischer Saxophonist                                             | 74    |       |
| 22. März | Ken Baldock              | britischer Bassist                                                  | ≈78   |       |
| 22. März | Diz Disley               | kanadischer Gitarrist und Cartoonist                                | 78    |       |
| 22. März | Jackie Mills             | US-amerikanischer Schlagzeuger                                      | 88    |       |
| 21. März | Bernard „Bunchy“ Johnson | US-amerikanischer Schlagzeuger und Schauspieler                     | 57    |       |
| 20. März | Erwin Lehn               | deutscher Musiker und Orchesterleiter                               | 90    |       |
| 18. März | Claude Sifferlen         | US-amerikanischer Pianist                                           | ?     |       |
| 17. März | Paul Polansky            | tschechischer Bandleader und Komponist                              | 84    |       |
| 17. März | Tadeusz Prejzner         | polnischer Komponist, Pianist und Arrangeur                         | 85    |       |
| 15. März | Steve Neil               | US-amerikanischer Bassist                                           | 56    |       |
| 14. März | Junior Collins           | US-amerikanischer Waldhornist (Birth of the Cool)                   | 82    |       |
| 14. März | „Colonel“ Sahle Degago   | äthiopischer Musiker, Songwriter und Arrangeur                      | 78    |       |
| 14. März | Samson Mtukudzi          | simbabwischer Saxophonist                                           | 21    |       |
| 12. März | George Ricci             | US-amerikanischer Cellist                                           | 87    |       |
| 11. März | George Webb              | britischer Pianist, Bandleader und Konzertveranstalter              | 93    |       |
| 10. März | Harold Kaufman           | US-amerikanischer Jurist, Psychiater, Pianist und Nachtclubbesitzer | 77    |       |
| 9. März  | Werner Deinert           | deutscher Musiker und Orchesterleiter                               | 78    |       |
| 7. März  | Tony Campise             | US-amerikanischer Saxophonist                                       | 67    |       |
| 4. März  | Etta Cameron             | dänische Sängerin                                                   | 70    |       |
| 3. März  | Big Tiny Little          | US-amerikanischer Pianist                                           | 79    |       |

## April
| Tag       | Name                     | Herkunft/Beruf                                       | Alter | Beleg |
| --------- | ------------------------ | ---------------------------------------------------- | ----- | ----- |
| 30. April | Mike Arena               | US-amerikanischer Saxophonist und Bandleader         | 82    |       |
| 29. April | Rudi Fuesers             | deutscher Posaunist                                  | 81    |       |
| 29. April | Luigi Trussardi          | französischer Bassist                                | 71    |       |
| 23. April | Georgia Lee              | australische Sängerin                                | 89    |       |
| 22. April | Gene Lees                | kanadischer Musikjournalist und Liedtexter           | 82    |       |
| 20. April | Johnny Scott             | kanadischer Saxophonist und Sänger                   | 72    |       |
| 19. April | Guru                     | US-amerikanischer Rapper und Fusion-Musiker          | 48    |       |
| 16. April | Milton Kabak             | US-amerikanischer Posaunist, Arrangeur und Komponist | 84    |       |
| 16. April | Dominique Voquer         | französischer Gitarrist                              | ≈62   |       |
| 15. April | George Melvin            | US-amerikanischer Organist                           | 63    |       |
| 13. April | Steve Reid               | US-amerikanischer Schlagzeuger                       | 66    |       |
| 13. April | Benny Rosario            | indischer Gitarrist                                  | ?     |       |
| 8. April  | Alan John Rosewell       | britischer Trompeter und Kartograf                   | 80    |       |
| 7. April  | Eddie Johnson            | US-amerikanischer Tenorsaxophonist                   | 89    |       |
| 7. April  | Graciela Perez Gutierrez | US-amerikanische Sängerin                            | 94    |       |
| 6. April  | Luigi Waites             | US-amerikanischer Vibraphonist und Schlagzeuger      | 82    |       |
| 2. April  | Mike Zwerin              | US-amerikanischer Posaunist, Pianist und Autor       | 79    |       |

## Mai
| Tag     | Name                | Herkunft/Beruf                                            | Alter | Beleg |
| ------- | ------------------- | --------------------------------------------------------- | ----- | ----- |
| 30. Mai | Kristian Bergheim   | norwegischer Saxophonist                                  | 83    |       |
| 29. Mai | Dany Mann           | deutsche Sängerin und Schauspielerin                      | 72    |       |
| 29. Mai | Jochen Rose         | deutscher Trompeter                                       | 68    |       |
| 26. Mai | Brian Farnon        | kanadischer Saxophonist, Arrangeur und Komponist          | 98    |       |
| 24. Mai | Andy McCloud        | US-amerikanischer Bassist                                 | 61    |       |
| 23. Mai | Beaver Morrison     | neuseeländische Sängerin                                  | 60    |       |
| 21. Mai | Niranjan Jhaveri    | indischer Sänger und Musikpädagoge                        |       |       |
| 20. Mai | Bent Axen           | dänischer Pianist und Komponist                           | 84    |       |
| 20. Mai | Donald Gardner      | US-amerikanischer Schlagzeuger                            | 53    |       |
| 18. Mai | Edgar Bateman       | US-amerikanischer Schlagzeuger                            | 81    |       |
| 18. Mai | Joe Broughton       | US-amerikanischer Produzent (Jump Records) und Impresario | 76    |       |
| 18. Mai | Larry Warrilow      | US-amerikanischer Gitarrist und Arrangeur                 | 64    |       |
| 17. Mai | Max Lucas           | US-amerikanischer Tenorsaxophonist                        | 99    |       |
| 16. Mai | Hank Jones          | US-amerikanischer Pianist                                 | 91    |       |
| 9. Mai  | Lena Horne          | US-amerikanische Schauspielerin und Sängerin              | 92    |       |
| 7. Mai  | Francisco Aguabella | afrokubanischer Schlagzeuger und Perkussionist            | 84    |       |
| 6. Mai  | Ivy Graydon         | jamaikanische Bandleaderin                                | 97    |       |
| 1. Mai  | Rob McConnell       | kanadischer Posaunist, Arrangeur und Bandleader           | 75    |       |

## Juni
| Tag      | Name                  | Herkunft/Beruf                                                    | Alter | Beleg                        |
| -------- | --------------------- | ----------------------------------------------------------------- | ----- | ---------------------------- |
| 30. Juni | Harry Klein           | britischer Saxophonist und Klarinettist                           | 81    |                              |
| 28. Juni | Earl Clark            | US-amerikanischer Saxophonist                                     | 58    |                              |
| 28. Juni | Joya Sherrill         | US-amerikanische Sängerin                                         | 82    |                              |
| 26. Juni | Benny Powell          | US-amerikanischer Posaunist                                       | 80    |                              |
| 24. Juni | Fred Anderson         | US-amerikanischer Saxophonist                                     | 81    |                              |
| 24. Juni | Chuck Hedges          | US-amerikanischer Klarinettist                                    | 77    |                              |
| 24. Juni | Francis Dreyfus       | französischer Musikverleger                                       | 70    |                              |
| 23. Juni | Allyn Ferguson        | US-amerikanischer Pianist, Flügelhornist, Arrangeur und Komponist | 85    |                              |
| 21. Juni | Stanlay „Kay“ Kaufman | US-amerikanischer Schlagzeuger und Musikmanager                   | 86    |                              |
| 21. Juni | Tam White             | schottischer Sänger und Schauspieler                              | 67    |                              |
| 19. Juni | Jay Wadenpfuhl        | US-amerikanischer Hornist, Komponist und Hochschullehrer          | 60    |                              |
| 18. Juni | Aaron Dodd            | US-amerikanischer Tubist                                          | 62    |                              |
| 18. Juni | George Genduso        | US-amerikanischer Trompeter                                       | 88    |                              |
| 18. Juni | Joe Rinaldi           | US-amerikanischer Saxophonist                                     | 85    |                              |
| 17. Juni | Thomas Eric Johnson   | US-amerikanischer Trompeter                                       | 59    |                              |
| 16. Juni | Bill Dixon            | US-amerikanischer Trompeter und Pianist                           | 84    |                              |
| 15. Juni | Wendell Logan         | US-amerikanischer Hochschullehrer, Komponist und Musiker          | 69    |                              |
| 15. Juni | Busi Mhlongo          | südafrikanische Sängerin                                          | 62    |                              |
| 11. Juni | Johnny Parker         | britischer Pianist                                                | 80    |                              |
| 10. Juni | Gene Conners          | US-amerikanischer Posaunist                                       | 79    |                              |
| 10. Juni | Vinnie Dean           | US-amerikanischer Saxophonist                                     | 80    |                              |
| 9. Juni  | Paul Moer             | US-amerikanischer Pianist                                         | 93    | Paul Moer allmusic Biography |
| 9. Juni  | Harold Ivory Williams | US-amerikanischer Pianist und Keyboarder                          | 60    |                              |
| 8. Juni  | Porfi Jiménez         | dominikanischer Bandleader und Komponist                          | 82    |                              |
| 5. Juni  | Danny Bank            | US-amerikanischer Saxophonist und Klarinettist                    | 87    |                              |
| 3. Juni  | Frank Dawson          | US-amerikanischer Gitarrist und Musikpädagoge                     | 72    |                              |
| 1. Juni  | Ra'mon Quinones       | US-amerikanischer Schlagzeuger                                    | 45    |                              |

## Juli
| Tag      | Name                    | Herkunft/Beruf                                                 | Alter | Beleg |
| -------- | ----------------------- | -------------------------------------------------------------- | ----- | ----- |
| 31. Juli | Mitch Miller            | US-amerikanischer Musikproduzent                               | 99    |       |
| 29. Juli | Martin Drew             | britischer Schlagzeuger                                        | 66    |       |
| 28. Juli | Chris Dagley            | britischer Schlagzeuger                                        | 39    |       |
| 25. Juli | Steve Lage              | US-amerikanischer Pianist und Bassist                          | 62    |       |
| 25. Juli | Manfred Schulze         | deutscher Saxophonist, Klarinettist und Komponist              | 75    | [ 1 ] |
| 25. Juli | Fritz Trippel           | Schweizer Pianist                                              | 72    |       |
| 23. Juli | Willem Breuker          | niederländischer Jazzmusiker, Bandleader und Komponist         | 65    | [ 2 ] |
| 22. Juli | Harry Beckett           | britischer Trompeter                                           | 75    |       |
| 22. Juli | Dick Buckley            | US-amerikanischer Rundfunkmoderator                            | 85    |       |
| 17. Juli | Brian Grice             | US-amerikanischer Schlagzeuger                                 | 53    |       |
| 15. Juli | Michael Porter          | US-amerikanischer Klarinettist                                 | 58    |       |
| 14. Juli | Gene Ludwig             | US-amerikanischer Organist                                     | 72    |       |
| 12. Juli | Paulo Moura             | brasilianischer Saxophonist und Klarinettist                   | 77    |       |
| 12. Juli | Harvey Pekar            | US-amerikanischer Comicautor und Jazzkritiker                  | 70    |       |
| 10. Juli | Francis Alfred Moerman  | französischer Gitarrist                                        | 74    |       |
| 7. Juli  | Robbie Jansen           | südafrikanischer Saxophonist, Flötist und Sänger               | 61    |       |
| 5. Juli  | Nana „Coyote“ Motijoane | südafrikanischer Sänger (Stimela)                              | 55    |       |
| 4. Juli  | Robert Politzer         | österreichischer Saxophonist, Arrangeur, Tubist und Bassist    | 70    | [ 3 ] |
| 4. Juli  | Paul Fredericks         | US-amerikanischer Trompeter                                    | 87    |       |
| 3. Juli  | Rick Blanc              | US-amerikanischer Bassposaunist                                | ≈60   |       |
| 3. Juli  | David E. Chapman        | US-amerikanischer Klarinettist, Saxophonist und Gewerkschafter | 81    |       |

## August
| Tag           | Name                          | Herkunft/Beruf                                                     | Alter | Beleg |
| ------------- | ----------------------------- | ------------------------------------------------------------------ | ----- | ----- |
| 30. August    | Robert Emmett „Bob“ Bowen III | US-amerikanischer Bassist und Hochschullehrer                      | 45    |       |
| 30. August    | Bob Lenox                     | US-amerikanischer Pianist, Sänger und Komponist                    | 65    |       |
| 28. August    | Heinz Both                    | deutscher Musiker, Bandleader, Arrangeur und Musikpädagoge         | 85    |       |
| 28. August    | William P. Foster             | US-amerikanischer Bandleader und Musikpädagoge                     | 91    |       |
| 24. August    | Ryszard Misiek                | polnischer Saxophonist                                             | 63    | [ 4 ] |
| 23. August    | Tito Burns                    | britischer Akkordeonist, Bandleader und Promoter                   | 89    |       |
| 23. August    | Buddy Hughes                  | US-amerikanischer Bigband-Vokalist                                 | 91    |       |
| 23. August    | George David Weiss            | US-amerikanischer Songwriter und Komponist („Lullaby of Birdland“) | 89    |       |
| 20. August    | Paco Charlery                 | Martinique-französischer Perkussionist                             | 62    |       |
| 18. August    | Johnny Moon                   | US-amerikanischer Gitarrist                                        | 89    |       |
| 17. August    | Steve Fowler                  | US-amerikanischer Saxophonist und Flötist                          | 61    |       |
| 17. August    | Dick Maloney                  | kanadischer Sänger                                                 | 77    |       |
| 15. August    | Ahmad Alaadeen                | US-amerikanischer Jazzmusiker und Musikpädagoge                    | 76    |       |
| 14. August    | Gene Hernández                | US-amerikanischer Sänger, Perkussionist und Komponist              | 62    |       |
| 14. August    | Herman Leonard                | US-amerikanischer Fotograf                                         | 87    |       |
| 14. August    | Abbey Lincoln                 | US-amerikanische Jazzsängerin und Schauspielerin                   | 80    |       |
| 13. August    | Esteban Jordan                | US-amerikanischer Akkordeonist                                     | 71    |       |
| 11. August    | Leon Breeden                  | US-amerikanischer Musiker                                          | 88    |       |
| 10. August    | Bobby Paunetto                | US-amerikanischer Vibraphonist                                     | 66    |       |
| 9. August     | Betty MacDonald               | US-amerikanische Violinistin                                       | 72    |       |
| 9. August     | Ezra Ngcukana                 | südafrikanischer Saxophonist, Pianist und Sänger                   | 55    |       |
| 8. August     | Jack Parnell                  | britischer Musikproduzent                                          | 87    |       |
| 6. August     | Clyde Kerr                    | US-amerikanischer Trompeter und Musikpädagoge                      | 67    |       |
| 5. August     | Derek Boulton                 | britischer Musikmanager                                            | 82    |       |
| 5. August     | Armand Conrad                 | französischer Saxophonist und Klarinettist                         | 87    |       |
| vor 5. August | Brian Crowther                | britischer Altsaxophonist                                          | 76    |       |
| 2. August     | Friedrich Beyer               | österreichischer Jazzmusiker und Moderator                         | 80    | [ 5 ] |

## September
| Tag           | Name                   | Herkunft/Beruf                                                 | Alter | Beleg |
| ------------- | ---------------------- | -------------------------------------------------------------- | ----- | ----- |
| 30. September | Ernst Gerber           | Schweizer Saxophonist                                          | 68    |       |
| 27. September | Buddy Morrow           | US-amerikanischer Posaunist und Bandleader                     | 91    |       |
| 27. September | Ed Wiley Jr.           | US-amerikanischer Blues- und Jazz-Saxophonist                  | 80    |       |
| 25. September | Irving Sturm           | US-amerikanischer Clubbesitzer (The Iridium)                   | 77    |       |
| 24. September | Jimmy Baum             | US-amerikanischer Schlagzeuger                                 | 61    |       |
| 24. September | LaVerne Christie       | US-amerikanische Gitarristin                                   | 64    |       |
| 19. September | Buddy Collette         | US-amerikanischer Saxophonist, Flötist, Klarinettist           | 89    |       |
| 19. September | Doug Edwards           | US-amerikanischer Rundfunkmoderator („Sir Doug of Edwards“)    | 80    |       |
| 19. September | Max Salazar            | US-amerikanischer Autor                                        | 78    |       |
| 15. September | Claire-Chantal Bouasse | französische Gitarristin                                       | 54    |       |
| 15. September | Ahmed Salaheldeen      | US-amerikanischer Saxophonist und Musikpädagoge                | 79    |       |
| 14. September | Alf Kjellmann          | norwegischer Saxophonist, Arrangeur und Komponist              | 72    |       |
| 13. September | Dumi Ngulube           | simbabwischer Musiker                                          | 40    |       |
| 11. September | Gunnar Hoffsten        | schwedischer Musiker, Komponist und Bandleader                 | 86    |       |
| 8. September  | Hadley Caliman         | US-amerikanischer Saxophonist                                  | 78    |       |
| 7. September  | Donald Faffley         | US-amerikanischer Trompeter                                    | 80    |       |
| 4. September  | Wally „Gator“ Watson   | US-amerikanischer Schlagzeuger                                 | 67    |       |
| 3. September  | Noah Howard            | US-amerikanischer Saxophonist                                  | 67    |       |
| 3. September  | Vincent Kolbe          | südafrikanischer Pianist, Buchhändler und politischer Aktivist | 77    |       |

## Oktober
| Tag         | Name                         | Herkunft/Beruf                                                           | Alter | Beleg |
| ----------- | ---------------------------- | ------------------------------------------------------------------------ | ----- | ----- |
| 28. Oktober | Jack Brokensha               | australischer Vibraphonist, Schlagzeuger, Komponist und Arrangeur        | 84    |       |
| 28. Oktober | Walter Payton                | US-amerikanischer Bassist und Musikpädagoge                              | 68    |       |
| 27. Oktober | Alfons M. Dauer              | deutscher Musikwissenschaftler und Ethnologe                             | 89    |       |
| 27. Oktober | Ean Wood                     | britischer Regisseur, Drehbuchautor und Biograf                          | 73    |       |
| 25. Oktober | Brian Brocklehurst           | britischer Bassist                                                       | 80    |       |
| 23. Oktober | Richard Dean Nunneley        | US-amerikanischer Gitarrist und Musikpädagoge                            | 56    |       |
| 22. Oktober | S. Neil Fujita               | US-amerikanischer Grafikdesigner (Time Out, Mingus Ah Um)                | 89    |       |
| 21. Oktober | Chris Smildiger              | niederländischer Bassist, Pianist                                        | 81    |       |
| 20. Oktober | Harvey Phillips              | US-amerikanischer Tubist                                                 | 80    |       |
| 19. Oktober | Michał Banasik               | polnischer Pianist und Komponist                                         | 69    |       |
| 18. Oktober | Gary Bannister               | US-amerikanischer Konzertveranstalter, Jazzradio-Moderator und Produzent | 61    |       |
| 18. Oktober | Marion Brown                 | US-amerikanischer Saxophonist und Musikwissenschaftler                   | 79    |       |
| 18. Oktober | Jack Lemaire                 | US-amerikanischer Gitarrist, Schauspieler und Komiker                    | 99    |       |
| 18. Oktober | Michael York                 | US-amerikanischer Saxophonist                                            | 55    |       |
| 17. Oktober | Dennis Taylor                | US-amerikanischer Saxophonist und Autor                                  | 56    |       |
| 13. Oktober | Soriba Kouyaté               | senegalesischer Griot und Kora-Spieler                                   | 46    |       |
| 13. Oktober | Hans Martini                 | kanadischer Saxophonist und Bandleader                                   | 73    |       |
| 11. Oktober | Michael Morake „Rex“ Rabanye | südafrikanischer Produzent                                               | 66    |       |
| 7. Oktober  | T Lavitz                     | US-amerikanischer Fusion-Keyboarder, Komponist und Produzent             | 54    |       |
| 6. Oktober  | Serge Ermoll                 | australischer Pianist                                                    | 67    |       |
| 3. Oktober  | Campbell Scotty Hood         | US-amerikanischer Bassist                                                | 76    |       |
| 3. Oktober  | Steve Richko                 | US-amerikanischer Pianist                                                | 33    |       |
| 3. Oktober  | Wendell Edward Echols        | US-amerikanischer Musikproduzent                                         | 83    |       |
| 1. Oktober  | Andrzej Brzeski              | polnischer Posaunist, Komponist und Arrangeur                            | 66    | [ 6 ] |

## November
| Tag          | Name                              | Herkunft/Beruf                                         | Alter | Beleg |
| ------------ | --------------------------------- | ------------------------------------------------------ | ----- | ----- |
| 30. November | Monty Sunshine                    | britischer Klarinettist und Bandleader                 | 82    |       |
| 29. November | Roy Kirby                         | britischer Gitarrist, Banjospieler und Bandleader      | 68    |       |
| 28. November | Roy Reynolds                      | britischer Saxophonist und Flötist                     | 81    |       |
| 26. November | John Evers                        | Österreichischer Trompeter und Radiomoderator          | 71    | [ 7 ] |
| 26. November | Mario Pacheco                     | spanischer Musikproduzent und Fotograf (Nuevos Medios) | 60    |       |
| 22. November | Jun Fukamachi                     | japanischer Pianist, Synthesizer-Spieler und Komponist | 64    |       |
| 19. November | Albert „June“ Gardner             | US-amerikanischer Schlagzeuger                         | 79    |       |
| 17. November | Harry Whitaker                    | US-amerikanischer Pianist und Komponist                | 68    |       |
| 16. November | Mimi Perrin                       | französische Sängerin und Pianistin                    | 84    |       |
| 15. November | Roberto Pregadio                  | italienischer Musiker, Bandleader und Moderator        | 81    |       |
| 11. November | William Charles „Chuck“ Credo Jr. | US-amerikanischer Klarinettist und Bandleader          | 84    |       |
| 10. November | Lee Harper                        | US-amerikanischer Trompeter                            | 65    |       |
| 10. November | Rudy Reunes                       | belgischer Trompeter                                   | 43    |       |
| 9. November  | Bob Smale                         | US-amerikanischer Pianist                              | 79    |       |
| 5. November  | Myrna Lake                        | US-amerikanische Sängerin                              |       |       |
| 5. November  | Sid Simmons                       | US-amerikanischer Pianist                              | 63    |       |
| 4. November  | Rudy Regalado                     | venezolanischer Perkussionist                          | 67    |       |
| 3. November  | Hotep Idris Galeta                | südafrikanischer Pianist, Komponist und Musikpädagoge  | 69    |       |
| 2. November  | Eddie Hazell                      | US-amerikanischer Gitarrist und Sänger                 | 76    |       |

## Dezember
| Tag          | Name                                | Herkunft/Beruf                                                        | Alter | Beleg |
| ------------ | ----------------------------------- | --------------------------------------------------------------------- | ----- | ----- |
| 31. Dezember | Frans Poptie                        | niederländischer Violinist                                            | 92    |       |
| 30. Dezember | Frank Robinson                      | britischer Pianist                                                    | 85    |       |
| 29. Dezember | Mondine Garcia                      | französischer Gitarrist                                               | 74    |       |
| 29. Dezember | Reed Vaughan                        | US-amerikanischer Schlagzeuger                                        | 75    |       |
| 28. Dezember | Billy Taylor                        | US-amerikanischer Pianist, Komponist und Hochschullehrer              | 89    |       |
| 27. Dezember | Richard Karmel                      | US-amerikanischer Psychiater und Musiker                              | 69    |       |
| 27. Dezember | Bill Maddox                         | US-amerikanischer Schlagzeuger                                        | 57    |       |
| 27. Dezember | Rory Thomas                         | australischer Trompeter                                               | 68    |       |
| 24. Dezember | Frank Beech                         | britischer Saxophonist, Klarinettist und Unternehmer                  | 84    |       |
| 24. Dezember | Ricardo Batista Ximénez „Tarragona“ | katalanischer Perkussionist                                           | 46    |       |
| 23. Dezember | Tom Castles                         | US-amerikanischer Pianist, Sänger und Songwriter                      | 102   |       |
| 23. Dezember | Jack Towers                         | US-amerikanischer Toningenieur (Ellington at Fargo)                   | 96    |       |
| 21. Dezember | Jack Tracy                          | US-amerikanischer Redakteur (Downbeat) und Produzent (Chess, Mercury) | 84    |       |
| 20. Dezember | Jean-Pierre Leloir                  | französischer Fotograf (Portraits Jazz)                               | 79    |       |
| 19. Dezember | Harold Blanchard                    | US-amerikanischer Pianist, Arrangeur und Komponist                    | 80    |       |
| 19. Dezember | Trudy Pitts                         | US-amerikanische Organistin                                           | 77    |       |
| 17. Dezember | Captain Beefheart                   | US-amerikanischer Sänger, Bandleader und Maler                        | 69    |       |
| 16. Dezember | Tuomas Kalliala                     | finnischer Bassist                                                    | 76    |       |
| 15. Dezember | John Mosley                         | US-amerikanischer Trompeter                                           | 59    |       |
| 14. Dezember | Richard Lee Sisco Jr.               | US-amerikanischer Saxophonist                                         | 50    |       |
| 13. Dezember | Tony Castillo                       | singapurischer Kinderdarsteller, Trompeter und Musikfunktionär        | 64    |       |
| 12. Dezember | Rudy Stevenson                      | US-amerikanischer Gitarrist, Flötist, Komponist und Produzent         | 81    |       |
| 10. Dezember | Juanita Bramlette                   | US-amerikanische Sängerin                                             | 87    |       |
| 10. Dezember | George Pickow                       | US-amerikanischer Fotograf, Filmemacher und Musikproduzent            | 88    |       |
| 9. Dezember  | Tommy Koverhult                     | schwedischer Saxophonist                                              | 64    |       |
| 9. Dezember  | James Moody                         | US-amerikanischer Saxophonist und Flötist                             | 85    |       |
| 9. Dezember  | Tony Schilder                       | südafrikanischer Pianist                                              | 73    |       |
| 3. Dezember  | Amit Golan                          | israelischer Pianist und Lehrer                                       | 46    |       |
| 3. Dezember  | Catherine Potter                    | kanadische Flötistin                                                  | 52    |       |

## Genaues Datum unbekannt
| Tag                           | Name           | Herkunft/Beruf                                | Alter | Beleg |
| ----------------------------- | -------------- | --------------------------------------------- | ----- | ----- |
| Dezember 2010                 | Dave Tanner    | britischer Gitarrist, Komponist und Arrangeur | 67    |       |
| Todesmitteilung am 19. August | Daniel Cho     | US-amerikanischer Cellist                     | 33    |       |
| Vor dem 1. Mai 2010           | Jesse Drakes   | US-amerikanischer Trompeter                   | ≈85   | [ 8 ] |
| Vor dem 22. Juni 2010         | Freddy Syer    | britischer Saxophonist und Arrangeur          | 80    |       |
| 2010                          | Yvette Vickers | US-amerikanische Schauspielerin und Sängerin  | 82    |       |
| 2010                          | Valdo Williams | US-amerikanischer Pianist                     | ≈81   |       |